# Cleantis heathii
Cleantis heathii är en kräftdjursart som beskrevs av Richardson 1899. Cleantis heathii ingår i släktet Cleantis och familjen Holognathidae. Inga underarter finns listade i Catalogue of Life.